# Perda de consciência
Perda de consciência é um estado que resulta da perda de capacidade da pessoa em manter a consciência de si própria e do ambiente que a rodeia. Consiste na ausência total ou quase total de resposta a pessoas e outros estímulos ambientais.